# Naukogrado
Naukogrado (en ruso: наукогра́д, naukográd), significa “ciudad de ciencia”, es un término formal para referirse a las ciudades (véase: Tipos de localidades habitadas en Rusia) que cuentan con una alta concentración de investigaciones y desarrollos científicos en Rusia y la Unión Soviética.  Muchas de estas ciudades fueron construidas en la época soviética con este expreso propósito. Algunas de ellas eran secretas y  formaban parte de un gran sistema de ciudades cerradas durante aquel periodo. Actualmente, en la Federación Rusa, el término es utilizado, en general, para referirse a cerca de setenta ciudades que tienen concentraciones de producción e investigación científica; y en particular, a un pequeño número de ciudades que han sido reconocidas por su potencial científico, y que cuentan con privilegios especiales. 
En lo que respecta a la definición general, cerca de treinta naukogrados están localizadas  en el óblast de Moscú y el resto se reparte a lo largo del Volga, los Urales y las regiones siberianas. Pocas de ellas tienen el estatus de ciudad cerrada (existen solo diez naukogrados cerradas donde se lleva a cabo, aún, trabajo nuclear). Algunas tienen enlaces militares, como Friázino que desarrolla sistemas de radio y dispositivos electrónicos, pero la mayoría están ahora enfocándose en obras civiles con ayudas de inversiones extranjeras. Entre las más famosas se encuentran, las administradas por la Academia Rusa de las Ciencias, por ejemplo Pushchino, un centro de ciencias biológicas; y Chernogolovka, un centro para investigación en química y física.  Zelenograd es el centro ruso para investigación, enseñanza y producción en el área electrónica.
La primera ciudad en convertirse oficialmente en naukogrado, en la era postsoviética, fue Obninsk, una localidad con material nuclear  e instalaciones de investigación médica y meteorológica. Se sumaron a la lista rápidamente otras tres ciudades: Dúbna, un centro internacional de investigación nuclear; Koroliov (ciudad), donde se encuentran muchas instalaciones de investigación espacial; y Koltsovo, cerca a Akademgorodok, originalmente el hogar del Vector de Guerra biológica, pero ahora es un centro para la investigación médica y farmacéutica. Posteriormente (diciembre de 2003), Reutov y Friázino recibieron también el estatus de naukogrado.